# Ungarische Wiesen-Schafgarbe
Die Ungarische Wiesen-Schafgarbe oder Pannonien-Echt-Schafgarbe (Achillea pannonica) ist eine Pflanzenart aus der Gattung der Schafgarben (Achillea) in der Familie der Korbblütler (Asteraceae).

## Merkmale
Die Ungarische Wiesen-Schafgarbe ist eine sommergrüne, krautige Pflanze, die Wuchshöhen von 30 bis 70 (90) cm erreicht. Die wechselständigen Laubblätter sind gefiedert. Ihre Grundblätter sind mit mehr oder weniger flächig ausgebreiteten Fiedern ausgestattet. Deren Zipfel sind oft zwiebelförmig und so lang wie breit und nur selten schmaler als 0,3 mm. Die Grundblätter sind oft halb oder genau so lang wie die gesamte Pflanze.
Der Endschirm ist meist länger als 2 cm. Der Durchmesser des Hauptschirms beträgt 4 bis 8 cm. Das Produkt aus Länge mal Breite der Hüllblätter beträgt im Mittel 13 mm². Der Pollenkorndurchmesser ist größer als 36 µm. Die Länge des Fruchtknotens ist größer als 1,9 mm.
Die Blütezeit ist von Juni bis August. Die Bestäubung erfolgt durch Insekten, die Ausbreitung der Früchte durch den Wind.
Die Chromosomenzahl beträgt 2n = 72, seltener 36 oder 54. Die Art ist oktoploid.

## Inhaltsstoffe
Die Pflanze enthält keine Proazulene.
Sie enthält Sesquiterpenlactone wie Bitterstoffe.

## Vorkommen
Das Verbreitungsgebiet der Ungarischen Wiesen-Schafgarbe umfasst Mitteleuropa, Ost- und Südosteuropa und die Türkei. Die europäisch-kontinental verbreitete Art ist überwiegend im Flach- und Hügelland zu finden. In Österreich kommt sie nur im pannonischen Gebiet Wiens, Niederösterreichs und des Burgenlandes vor. Als Lebensraum bevorzugt sie Trocken- und Halbtrockenrasen, Flaum-Eichen-Gebüsche und Waldsteppen. Sie kommt besonders in Gesellschaften der Verbände Seslerio-Festucion pallentis oder Geranion sanguinei vor.
Die Ungarische Wiesen-Schafgarbe ist eine Halblichtpflanze. Des Weiteren zeigt sie Wärme, gemäßigtes Steppenklima und Trockenheit an. Bezüglich des Bodens ist ihr Vorkommen ein Hinweis auf ausgesprochene Stickstoffarmut.
Sie ist oligo- bis mesohemerob.

## Systematik
Die Ungarische Schafgarbe gehört zum Aggregat der Achillea millefolium und ist nur schwer von den anderen Arten des Aggregats zu unterscheiden.
Synonyme sind Achillea millefolium var. lanata W.D.J.Koch, Achillea millefolium subsp. pannonica (Scheele) Hayek sowie Achillea lanata (W.D.J.Koch) F.Herm. Ein weiteres Synonym, von manchen Autoren als gültig angesehen, ist Achillea seidlii J.Presl & C.Presl.

## Belege